# Tanocryx
Tanocryx is een geslacht van vlinders van de familie uilen (Noctuidae), uit de onderfamilie Amphipyrinae.

## Soorten
- T. pinheyi Viette, 1973
- T. pseudobamra (Rothschild, 1924)